# リチャード・グレンヴィル (1678-1727)
リチャード・グレンヴィル（英語: Richard Grenville、1678年3月23日 – 1727年2月17日）は、グレートブリテン王国の政治家。ホイッグ党所属。息子に首相ジョージ・グレンヴィルが、孫に首相の初代グレンヴィル男爵ウィリアム・グレンヴィルと小ピットがいる。

## 生涯
リチャード・グレンヴィル（Richard Grenville、1647年1月14日 – 1719年7月4日埋葬）とエレノア・テンプル（Eleanor Temple、1729年3月25日埋葬、サー・ピーター・テンプルの娘）の息子として、1678年3月23日に生まれた。
1715年イギリス総選挙でははじめホイッグ党の候補としてバッキンガム選挙区から出馬したが、後に立候補を取り下げて議席をリチャード・ハムデンに譲ったため、ハムデンはその代わりとしてグレンヴィルをウェンドーヴァー選挙区で当選させた。1722年イギリス総選挙ではハムデンがウェンドーヴァー選挙区から出馬したため、グレンヴィルはバッキンガム選挙区に鞍替えして再選した。議会では1度を除き常に与党の一員として投票した。
1727年2月17日に死去した。

## 家族
1710年頃、遠戚にあたるヘスター・テンプル（1690年頃 – 1752年10月6日、第3代準男爵サー・リチャード・テンプルの娘、後の第2代コバム女子爵、初代テンプル女伯爵）と結婚、6男1女をもうけた。
- リチャード（1711年 – 1779年） - 第2代テンプル伯爵、庶民院議員[4]
- ジョージ（1712年 – 1770年） - イギリス首相。1749年、エリザベス・ウィンダム（Elizabeth Wyndham、1769年12月5日没、第3代準男爵サー・ウィリアム・ウィンダムの娘）と結婚、子供あり[4]
- ジェームズ（英語版）（1715年 – 1783年） - 庶民院議員。1740年、メアリー・スミス（Mary Smith、1757年12月15日没、ジェームズ・スミスの娘）と結婚、子供あり[4]
- ヘンリー（英語版）（1717年 – 1784年） - 庶民院議員、バルバドス総督。1757年10月11日、マーガレット・エレノア・バンクス（Margaret Eleanor Banks、1793年6月19日没、ジョセフ・バンクスの娘）と結婚、子供あり[4]
- トマス・ヘンリー（英語版）（1719年 – 1747年） - 海軍軍人[4]
- ヘスター（1720年 – 1803年） - 初代チャタム女男爵。1754年10月6日、ウィリアム・ピット（大ピット、後の初代チャタム伯爵）と結婚、子供あり[4]